# Florian Horst
Florian Horst (* 3. Mai 1990) ist ein ehemaliger deutscher Skispringer.

## Werdegang
Horsts internationales Debüt erfolgte im Rahmen zweier FIS-Rennen am 14. und 15. Oktober 2006 in Schonach, die er jeweils als 42. abschloss. Im Januar 2008 gewann Horst den Deutschlandpokal. Nach mehreren weiteren Einsätzen im FIS Cup belegte er im Februar 2008 im Rahmen des FIS Cup-Wettbewerbs in Hinterzarten zum ersten Mal einen Podestplatz und wurde Dritter. Zu seinen größten Erfolgen gehört der Gewinn des FIS Cups in Lauscha im Januar 2009. Kurz zuvor hatte er im Continental Cup in Engelberg debütiert, wo er 50. und 65. wurde. Sowohl im Continental Cup, aber auch im Alpencup und im FIS Cup, konnte er in den folgenden Jahren keine weiteren Erfolge erlangen und so belegte er in allen Wettbewerben lange Zeit keinen Top-10-Platz mehr. Seinen nächsten Podestplatz, einen zweiten Platz, konnte er erst wieder im Dezember 2012 in Winterberg im FIS Cup erlangen.
Im Januar 2013 startete Florian Horst noch bei zwei Continental-Cup-Springen, konnte aber keine Punkte für die Saisonwertung erreichen. Seine letzten beim Internationalen Skiverband verzeichneten Ergebnisse stammen vom Januar 2015, als er beim FIS Cup in Kranj die Plätze 23 und 32 belegte.

## Erfolge

### Continental-Cup-Platzierungen
| Saison  | Platz | Punkte |
| ------- | ----- | ------ |
| 2008/09 | 78.   | 061    |
| 2009/10 | 61.   | 090    |
| 2010/11 | 53.   | 120    |